# Engelske borgerkrig
Den Engelske borgerkrig var en serie af militære konflikter (1642-1651) mellem det engelske parlament (rundhovederne) og royalister (kavalererne) der støttede først kong Karl 1. af England og dernæst kong Karl 2. af England. Alle tre krige, samt den samlede konflikt, sluttede med parlamentets sejr over Karl 1. og Karl 2. De tre engelske borgerkrige var en del af den større Krigen i de tre kongeriger som fandt sted i Skotland, Irland, Wales og England mellem 1639 og 1661.
Den første (1642-1645) og den anden (1648-1649) krig var mellem kong Karl 1. og det lange parlament (The Long Parliament) mens den tredje (1649-1651) var mellem kong Karl 2. og Rumpparlamentet. Parlamentet sejrede og Commonwealth of England blev grundlagt, som en kortvarig (1651-1660) statssammenslutning af først England og Wales og senere også Skotland og Irland ledet af Oliver Cromwell.